# Іщенко Іван Семенович
Іва́н Семе́нович І́щенко (нар. 1912 — пом. 1941/1945) — український радянський футболіст, форвард команд Суднобудівник (Миколаїв), Динамо (Миколаїв) та Динамо» (Одеса).

## Загальні відомості
Народився 1912 року.
Вихованець миколаївського футболу.
1937 року виступав за «Суднобудівник» Миколаїв.
2 травня 1937 року у грі на Кубок СРСР Іван Іщенко забив гол у ворота київського «Динамо», при цьому його команда поступилась з рахунком 3:4. У цьому матчі грав під номером 11 разом з братом Володимиром (номер 6).
У тому ж році перейшов до миколаївського «Динамо».
1938 року в рамках співробітництва динамівських команд його разом з Іваном Колбановим запросили до одеського «Динамо». 14 серпня 1938 року у грі на Кубок СРСР в переможному матчі одеситів проти московського «Харчовика» (2:1) забив гол на 68 хвилині. Грав під номером 9.
Загинув у роки німецько-радянської війни. Є інформація, що був підводником.

## Родина
- Брат Іщенко Володимир Семенович, відомий футболіст і футбольний тренер.[6].